# Ja’el Dajan
Ja’el Dajan (hebr.: יעל דיין, ur. 12 lutego 1939 w Nahalal, zm. 18 maja 2024) – izraelska polityk, działaczka społeczna i pisarka, posłanka do Knesetu z ramienia Partii Pracy. Córka Moszego Dajana.

## Życiorys
Urodziła się 12 lutego 1939 w moszawie Nahalal, w pobliżu Afuli, w ówczesnym brytyjskim Mandacie Palestyny, jako córka Moszego Dajana, późniejszego izraelskiego bohatera wojennego, generała i wieloletniego ministra, którego była najstarszym i ulubionym dzieckiem oraz projektantki mody Rut Dajan.
Podczas obowiązkowej służby wojskowej służyła w stopniu porucznika w biurze rzecznika IDF, odeszła z wojska w stopniu kapitana.
W 1967 jako rezerwistka została powołana do wojska podczas wojny sześciodniowej. Na podstawie tych doświadczeń napisała kilka książek zarówno powieści jak i literaturę faktu.
Studiowała nauki polityczne na Uniwersytecie Hebrajskim w Jerozolimie i biologię na Uniwersytecie Izraela w Tel Awiwie.
W 1959 roku debiutowała literacko powieścią New Face in the Minor, wydała łącznie osiem książek, w tym sześć powieści.
Pracowała jako dziennikarka publikując swoje artykuły w prasie izraelskiej i zagranicznej. Była stałą felietonistką takich pism jak „Dawar”, „Jedi’ot Acharonot”, „Ma’ariw” czy „Al Ha-Miszmar”. W 1985 opublikowała biograficzną książkę o swoim ojcu i o sobie – My Father, His Daughter.
Była działaczką społeczną zajmującą się prawami człowieka, w szczególności sprawami równości płci, przemocy wobec kobiet i handlu żywym towarem. Była działaczką takich organizacji jak Pokój Teraz, Bat Shalom, Coalition of Women for Peace.
W 1991 otrzymała nagrodę Brunona Kreiskiego.

### Kariera polityczna
Podobnie jak ojciec związała się politycznie z Partią Pracy. W wyborach parlamentarnych w 1992 po raz pierwszy dostała się do izraelskiego parlamentu. Zasiadając w trzynastym Knesecie była przewodniczącą Komisji ds. Statusu Kobiet i Równości Płciowej, przewodniczącą komisji śledczej w sprawie o morderstwo, oraz członkinią Komisji Konstytucji, Prawa i Sprawiedliwości i Komisji Obrony i Spraw Zagranicznych, a także podkomisji ds. sił zbrojnych oraz edukacji w IDF. W 1995 została umieszczona na liście 100 wpływowych kobiet we francuskim tygodniku „L’Express”.
W kolejnych wyborach ponownie zdobyła mandat poselski, a w czternastym Knesecie zasiadała w Komisji Obrony i Spraw Zagranicznych oraz powtórnie przewodniczyła Komisji ds. Statusu Kobiet i Równości Płciowej.
W wyborach w 1999 startowała z listy koalicji Jeden Izrael i po raz trzeci została wybrana posłanką. W piętnastym Knesecie ponownie przewodniczyła Komisji ds. Statusu Kobiet i Równości Płciowej i zasiadała w komisjach: Obrony i Spraw Zagranicznych; Konstytucji, Prawa i Sprawiedliwości; oraz komisji nadzwyczajnych ds. handlu kobietami i ds. przemocy w sporcie.
Zwyciężyła w wyborach samorządowych do rady miejskiej Tel Awiwu w 2003 roku i służyła jako zastępca burmistrza w Tel Awiwie do spraw opieki społecznej. Ponownie wybrana na to stanowisko w kolejnych wyborach samorządowych i pełniła funkcję przewodniczącego Rady Miejskiej do spraw Praw Człowieka. W kolejnych wyborach nie startowała.
W 1998 została laureatką Nagrody im. Olofa Palmego.

## Życie prywatne
Jej młodszym bratem był Asi (1945–2014), aktor i reżyser filmowy. W latach 1959–1967 była związana z greckim reżyserem filmowym Michalisem Kakojanisem, który w czasie trwania ich związku nakręcił słynnego Greka Zorbę. Wyszła za mąż za Dowa Siona, z którym miała dwoje dzieci.
Ja’el Dajan znała cztery języki obce – angielski, hiszpański, francuski i grecki.

## Nagrody i odznaczenia
- Nagroda Brunona Kreiskiego (1991)
- Nagroda im. Olofa Palmego (1998)

## Twórczość
Opublikowane książki.
- New Face in the Mirror (1959)
- Envy the Frightened (1963)
- Dust (1964)
- Death Had Two Sons (1967)
- Israel Journal, June, 1967 (1967)
- Three Weeks in October (1980)
- My Father, His Daughter (1985)
- Sinai Diary – 67[4]